# 적량역
적량역(Jeongnyang station, 積良驛)은 여천선의 철도역이다. 인근 GS칼텍스, 남해화학, 삼남석유화학 등의 원자재와 생산물을 수송하는 역할을 하는 화물전용역이다. 1986년부터 여객열차의 영업이 중지되었다.

## 연혁
- 1968년 11월 23일 : 역사신축 착공
- 1969년 2월 20일 : 역사 준공
- 1969년 5월 1일 : 보통역으로 영업 개시[1]
- 1969년 6월 21일 : 호남정유전용선 발착차급 취급에 한하여 화물취급지정[2]
- 1973년 12월 11일 : 여객취급 중단
- 1974년 2월 3일 : 7비인입선 착공[3]
- 1976년 1월 6일 : 여객취급 재개
- 1976년 11월 9일 : 7비인입선 준공
- 1977년 6월 10일 : 제7비료공장 준공, 7비인입선 개통
- 1986년 일자 불명 : 여객취급 중단
- 1989년 3월 29일 : 배치간이역으로 격하[4]
- 1997년 5월 1일 : 전용선 화물에 한하여 화물취급 지정[5]
- 2008년 1월 1일 : 보통역으로 승격

## 칠비인입선
적량역에서 가장 길이가 긴 전용철도로, 일명 7비선이라고도 하는 7비인입선이 있다. 남해화학에 인수된 제7비료공장으로 이어지는 총연장 2.96km의 철도이다. 2020년 5월 23일 공장안의 화차를 인출한 것으로 폐선 되었다.

## 참고 문헌
1. ↑  철도청 고시 제106호(1969.04.26), 철도청 고시 제121호(1969.06.17)
2. ↑  대한민국관보 철도청고시 제121호, 1969년 6월 19일
3. ↑  철도청, 2004년 철도통계연보
4. ↑  대한민국관보 철도청고시 제30호, 1989년 9월 5일
5. ↑  대한민국관보 철도청고시 제1997-20호, 1997년 4월 21일